# Candijay
Candijay (Bayan ng Candijay) är en kommun i Filippinerna. Kommunen tillhör provinsen Bohol och ligger på ön med samma namn. Folkmängden uppgår till 30 389 invånare.

## Barangayer
Candijay är indelat i 21 barangayer.
| - Abihilan - Anoling - Boyo-an - Cadapdapan - Cambane - Can-olin - Canawa - Cogtong - La Union - Luan - Lungsoda-an | - Mahangin - Pagahat - Panadtaran - Panas - Poblacion - San Isidro - Tambongan - Tawid - Tugas - Tubod (Tres Rosas) |

## Bildgalleri

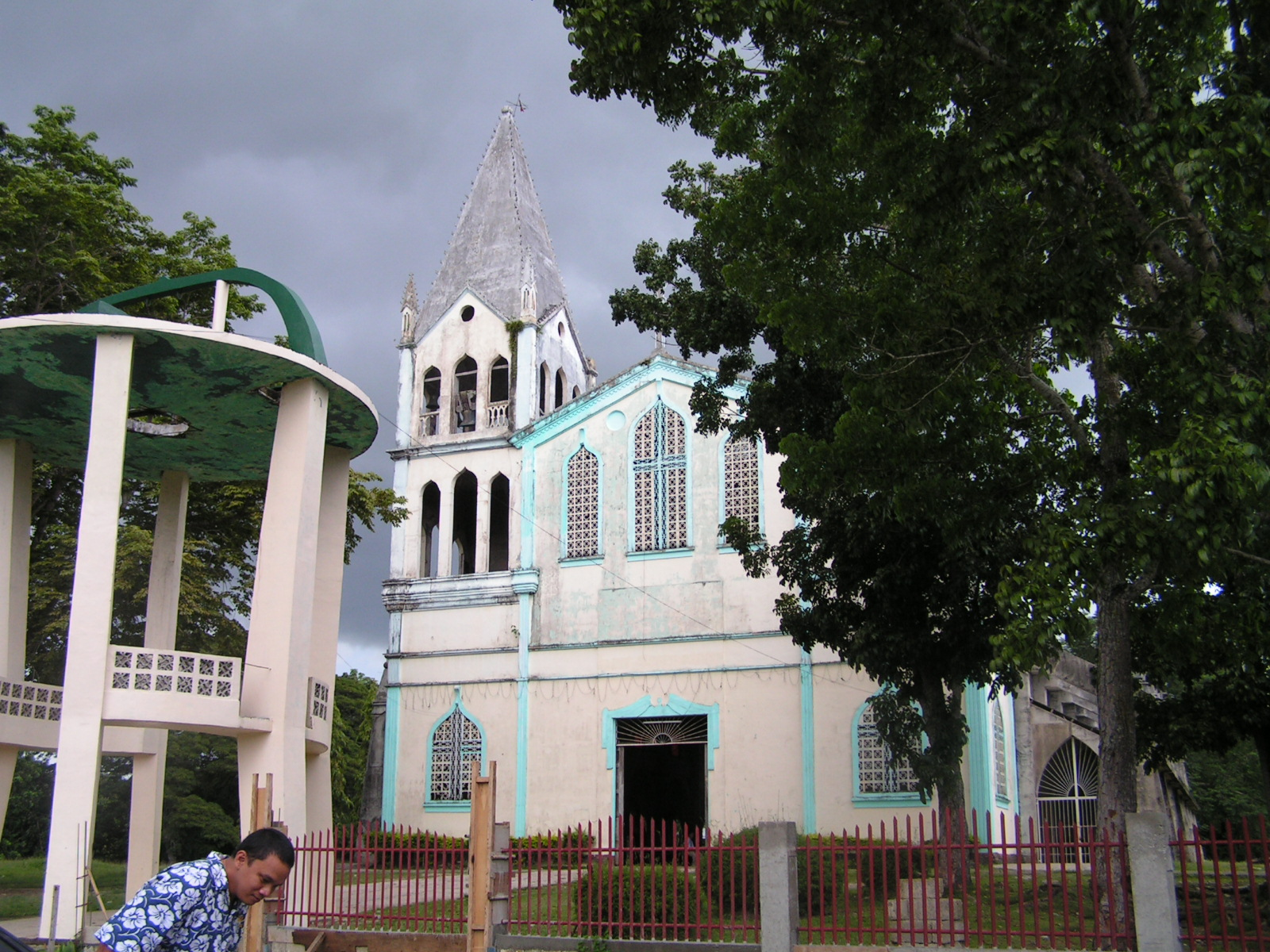
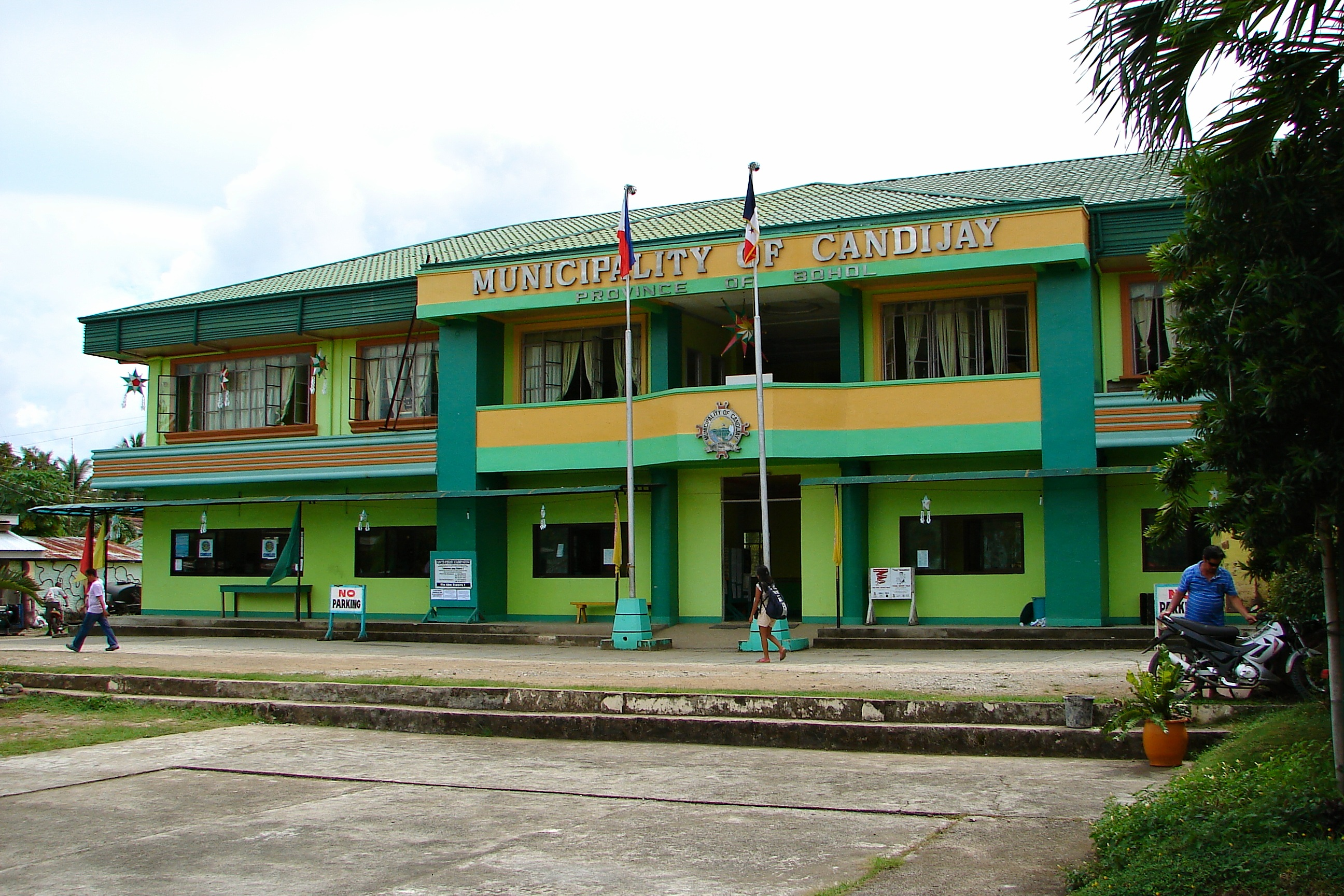